# Rousselia erratica
Rousselia erratica är en nässelväxtart som beskrevs av Paul Carpenter Standley och Steyerm.. Rousselia erratica ingår i släktet Rousselia och familjen nässelväxter. Inga underarter finns listade i Catalogue of Life.